# Monte Zoccolaro
Il Monte Zoccolaro è un rilievo di origine vulcanica posto sul versante orientale dell'Etna, all'interno dell'omonimo Parco, nel comune di Zafferana Etnea, in provincia di Catania.

## Descrizione
Il rilievo raggiunge un'altitudine massima di 1739 m s.l.m. e forma, insieme ad altri rilievi, definiti complessivamente con il nome di Schiena dell'Asino, il tratto terminale della parete sudorientale della Valle del Bove.
La sua origine sarebbe coeva alla formazione della Valle del Bove, a seguito del collasso dei centri eruttivi del Trifoglietto I e del Trifoglietto II, predecessori dell'Etna, avvenuto presumibilmente circa 64.000 anni fa. Il monte Zoccolaro e le adiacenti serre, che dell'antico complesso eruttivo dovevano rappresentare le pareti, rimasero in piedi, chiudendo a sud-est la depressione della neoformata valle.
Il toponimo "Zoccolaro" è da imputare al termine regionale "zucco", sinonimo di ciocco di legno. In varie declinazioni è toponimo che indica aree boscose di Sicilia, probabilmente frequentate per il rifornimento di legna da ardere. Il rilievo è infatti coperto di vegetazione arborea con grandi esemplari di faggio, pioppo tremulo, roverella, acero, frassino, castagno e ginestra.

## Il sentiero natura
Un sentiero di circa due chilometri raggiunge la vetta del Monte Zoccolaro. Il sentiero ha escursione altimetrica di circa 330 metri, da quota 1472 m s.l.m. a quota 1739 m s.l.m. Per raggiungere il luogo di partenza è necessario percorrere la strada provinciale Zafferana - Rifugio Sapienza, e deviare al km 6 a destra in direzione di monte Pomiciaro. Lasciata l'automobile in un largo piazzale con vista sulla Val Calanna, dopo un breve tratto di strada sterrata inizia a destra un ripido sentiero che costeggia uno scosceso dirupo.
Lungo il sentiero è possibile osservare diverse forme di vegetazione, dai pioppi ai faggi, alle ginestre, e giunti al primo punto panoramico si può ammirare la Val Calanna interamente coperta dalle lave dell'eruzione del 1991-'93. Percorrendo l'ultimo tratto del sentiero si arriva alla meta, segnalata da una croce; da questo punto si gode di un panorama a trecentosessanta gradi, dall'Etna e la Valle del Bove a nord, alla baia di Giardini Naxos, Taormina e la Calabria a est, alla costa jonica a sud. Guardando a nord, verso il vulcano, si possono individuare le fratture eruttive da cui originò la colata lavica che, dopo avere colmato Valle del Bove e Val Calanna, giunse a poche centinaia di metri dall'abitato di Zafferana Etnea (1992). Un po' più a est, invece, è possibile osservare la frattura dell'eruzione iniziata il 10 maggio del 2008 e finita l'8 luglio 2009.

La vetta del Monte Zoccolaro diventa meta privilegiata durante le eruzioni sul versante sud dell'Etna, consentendo agli escursionisti che vi si avventurano di notte di assistere ad uno degli spettacoli più suggestivi della natura.

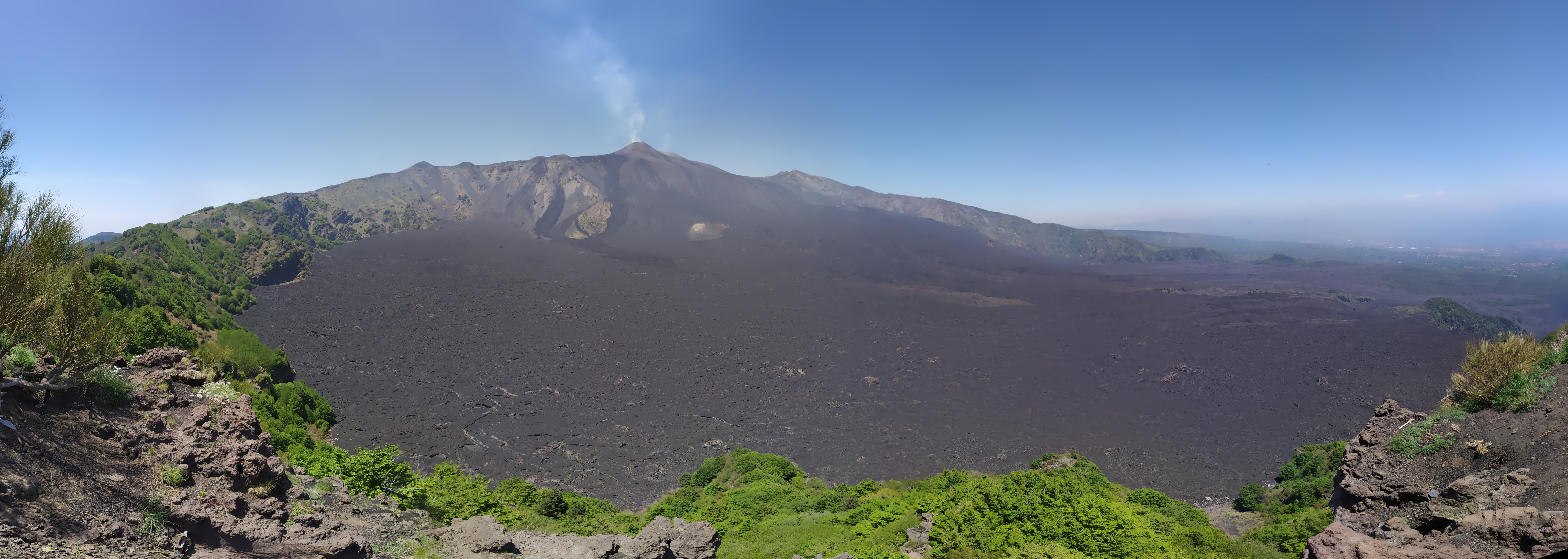
Panorama della Valle del Bove da Monte Zoccolaro
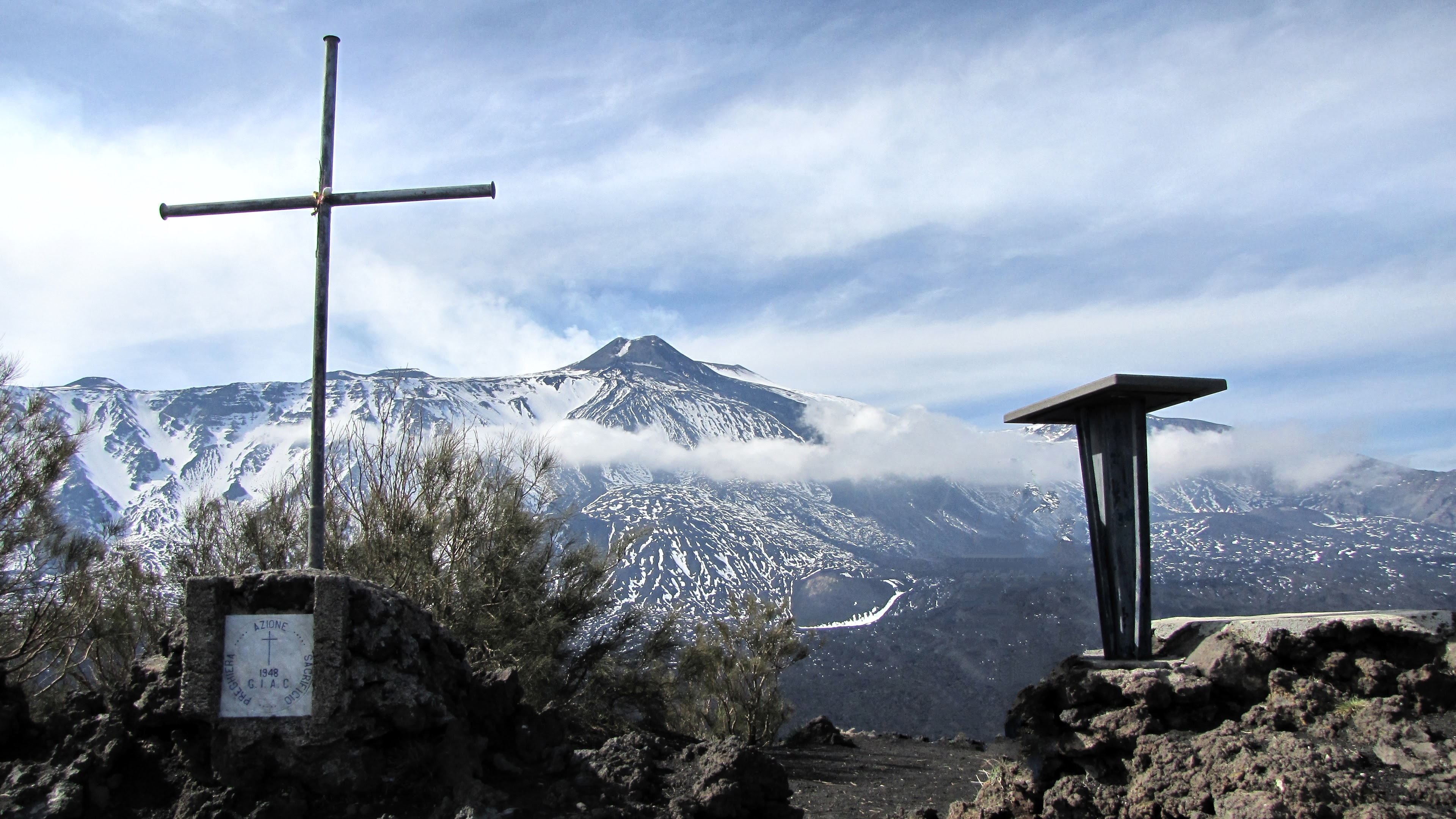
Croce ed altare sulla cima di Monte Zoccolaro.

## La Croce

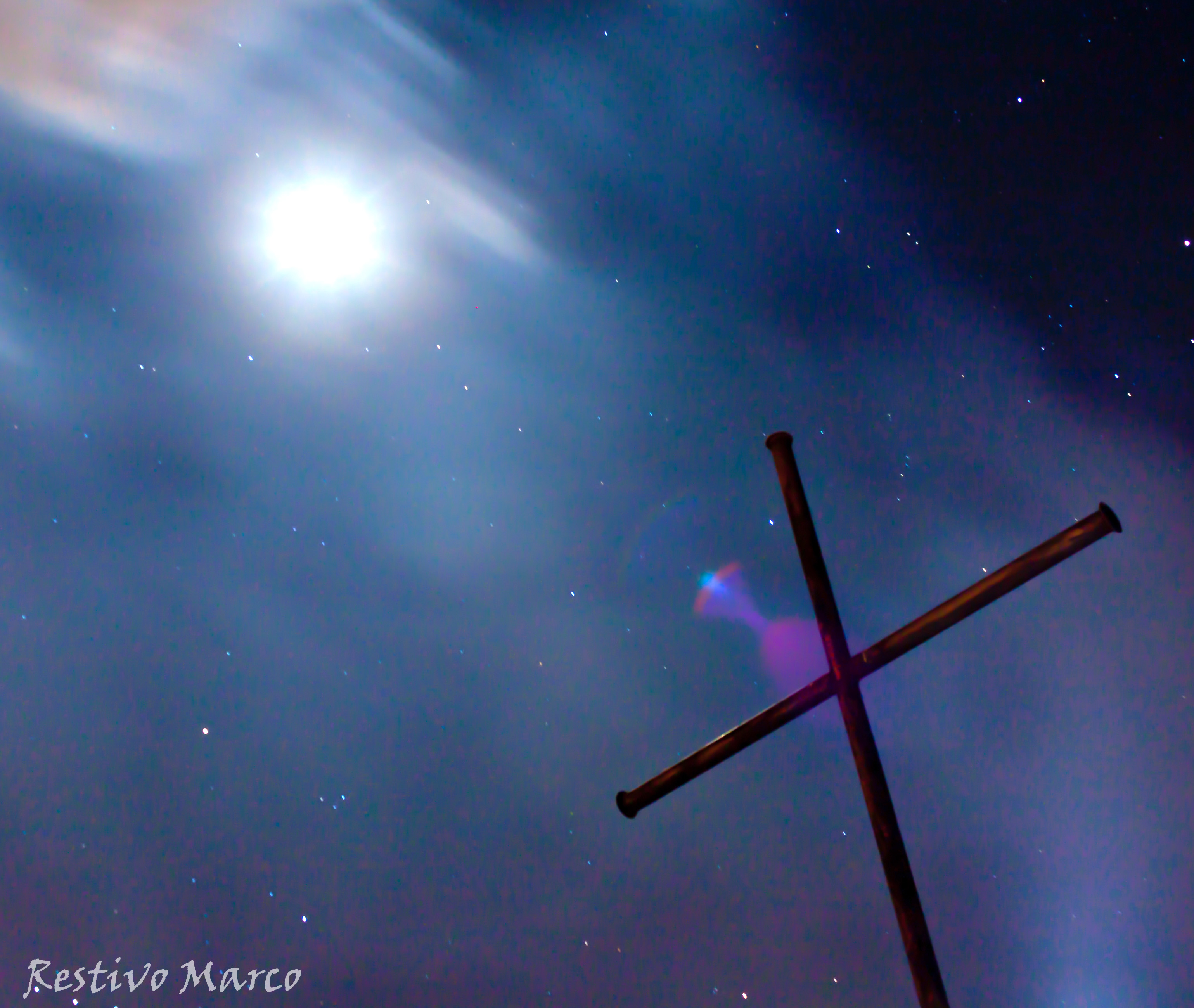
Croce presente sulla cima di Monte Zoccolaro

Il 14 settembre 1948, giorno dell'Esaltazione della Croce, un sacerdote zafferanese, padre Salvatore Russo, insieme ad un gruppo di giovani parrocchiani trasportò sulla vetta del Monte Zoccolaro una croce in ferro mediante un camion fin dove era possibile, e poi a piedi lungo il sentiero. La croce venne così fissata al suolo insieme all'incisione "Preghiera, azione, sacrificio", ed è ancora oggi meta di un pellegrinaggio annuale che si svolge la seconda domenica di settembre, come occasione naturalistica e spirituale. Ai piedi della croce, in tale data, viene celebrata la Santa Messa delle ore 9.00, e lungo la strada di ritorno, in un piazzale poco distante, la corale di Zafferana Etnea offre un concerto di canti di montagna. La croce è stata ricollocata nel 1978 su iniziativa dell'allora sci club "Valle del Bove" di Zafferara ed all'evento parteciparono molte persone.